# Aqua (informatyka)
Aqua – graficzny interfejs użytkownika w systemie operacyjnym OS X. Po raz pierwszy został zastosowany w wersji 10.0 „Cheetah”, zaprezentowanym przez Apple Computer, Inc. 13 września 2001 roku.

## Nowości
Nowości w stosunku do poprzedniego środowiska graficznego:
- poprawiony i odświeżony wygląd
- Dock